# Jasienica (dopływ Iłownicy)
Jasienica (Jasieniczanka, Potok Jasienicki) – potok o długości ok. 21 km w powiecie bielskim, prawy dopływ Iłownicy. W swym górnym biegu znana jest pod nazwą Jasionka. Jej źródła znajdują się na stokach Błatniej w Beskidzie Śląskim na wysokości ok. 730 m n.p.m. W jej górskiej części rozłożona jest osada Nałęże w gminie Jaworze. Następnie płynie przez Pogórze Śląskie i miejscowości Biery, potem Jasienicę, gdzie przyjmuje jeden ze swych głównych prawobrzeżnych dopływów – Potok Szeroki. Po opuszczeniu Jasienicy przepływa przez Międzyrzecze Górne, Międzyrzecze Dolne i Ligotę, gdzie poprzez Kanał Ligocki połączony jest z rzeką Wapienicą. Uchodzi do rzeki Iłownicy w Kotlinie Oświęcimskiej na granicy Ligoty i Zabrzega. Średni spadek wynosi 23 m/km, a w części górskiej od 60 do 80 m/km. Potok odwadnia liczne znajdujące się wzdłuż niego stawy.